# Мальяда
Мальяда (порт. Malhada) — муниципалитет в Бразилии, входит в штат Баия. Составная часть мезорегиона Юго-центральная часть штата Баия. Входит в экономико-статистический микрорегион Гуанамби. Население составляет 15 909 человек на 2006 год. Занимает площадь 2138,093 км². Плотность населения — 7,4 чел./км².

## Статистика
- Валовой внутренний продукт на 2003 год составляет 36 224 499,00 реалов (данные: Бразильский институт географии и статистики).
- Валовой внутренний продукт на душу населения на 2003 год составляет 2296,61 реалов (данные: Бразильский институт географии и статистики).
- Индекс развития человеческого потенциала на 2000 год составляет 0,575 (данные: Программа развития ООН).